# 岩下文雄
岩下 文雄（いわした ふみお、1896年12月30日 - 1979年2月9日）は、日本の経営者。東京芝浦電気(現在の東芝)社長を務めた。

## 経歴
山梨県出身。1917年に東京帝国大学法学部政治学科を卒業し、同年に東京電気に入社。
1945年11月に取締役に就任し、常務、専務、副社長を経て、1957年11月に社長に就任。1965年5月から同年8月までに会長を務めた。
1959年に藍綬褒章を受章し、1965年に勲三等瑞宝章を受章。
1979年2月9日、肺化膿症のために死去。82歳没。